# Кемаль Тахір
Кемаль Тахір (тур. Kemal Tahir; 13 березня 1910 Стамбул — 21 квітня 1973, там же) — турецький письменник, видавець, публіцист.

## Біографія
Народився 13 березня 1910 р. у Стамбулі в сім'ї ремісника. Навчався в Галатасарайському ліцеї (Стамбул). Співпрацював з різними виданнями, працював торговим агентом, в адвокатській конторі. У 1937 році одружився із Фатмою Ерфан.
У 1938 році Кемаль Тахір і Назим Хікмет були звинувачені в підбурюванні до бунту серед військовослужбовців. Він був визнаний винним і засуджений до 15 років позбавлення волі. Відбував покарання у в'язницях Чанкири, Малатія, Чорум, Невшехір і Киршехир. Звільнений у 1950 році за загальною амністією. Після звільнення повернувся в Стамбул і почав працювати кореспондентом газети Izmir Commerce. В 1951 році заснував видавництво «Дюшюн» разом з Азізом Несином. Після інцидентів 6-7 вересня 1955 року його знову заарештували і помістили на шість місяців у військову в'язницю в Харбіє. У 1968 році відвідав СРСР.

## Творчість
Його віршам притаманна злободенність і політична гострота. Планував написати епопею, що складається з 21 книги і охоплювати історію Туреччини від середини 19 до середини 20 століть. У своїх романах Кемаль Тахір розповідав про життя Анатолії між двома світовими війнами, малював широку картину суспільно-політичному житті Туреччини у 1908-40, висловлював ідеї «турецького соціалізму». У деяких романах простежуються традиції епічного дастана.

## Публікації
- «Останнє зведення» (1941),
- «Глуха долина» (1955),
- «Люди полоненого міста» (1956),
- «Сизий дим» (1957),
- «Пасовище семи чинар» (1958),
- «Сільський горбань» (1959),
- «В'язень полоненого міста» (1961),
- «Втомлений воїн» (1965),
- «Батьківщина-мати» (1967),
- «Велике багатство» (1970)[4],
- «Глибока ущелина» (1971).